# Convento de San Francisco (Sampedor)
El convento de San Francisco fue un convento franciscano de Sampedor (Barcelona) fundado en 1692. Estaba ubicado al final de la calle Convento, junto al Instituto de Auro. Sólo la iglesia se conservó. Protegido como bien cultural de interés local fue transformado en auditorio e inaugurado en 2012.

## Historia

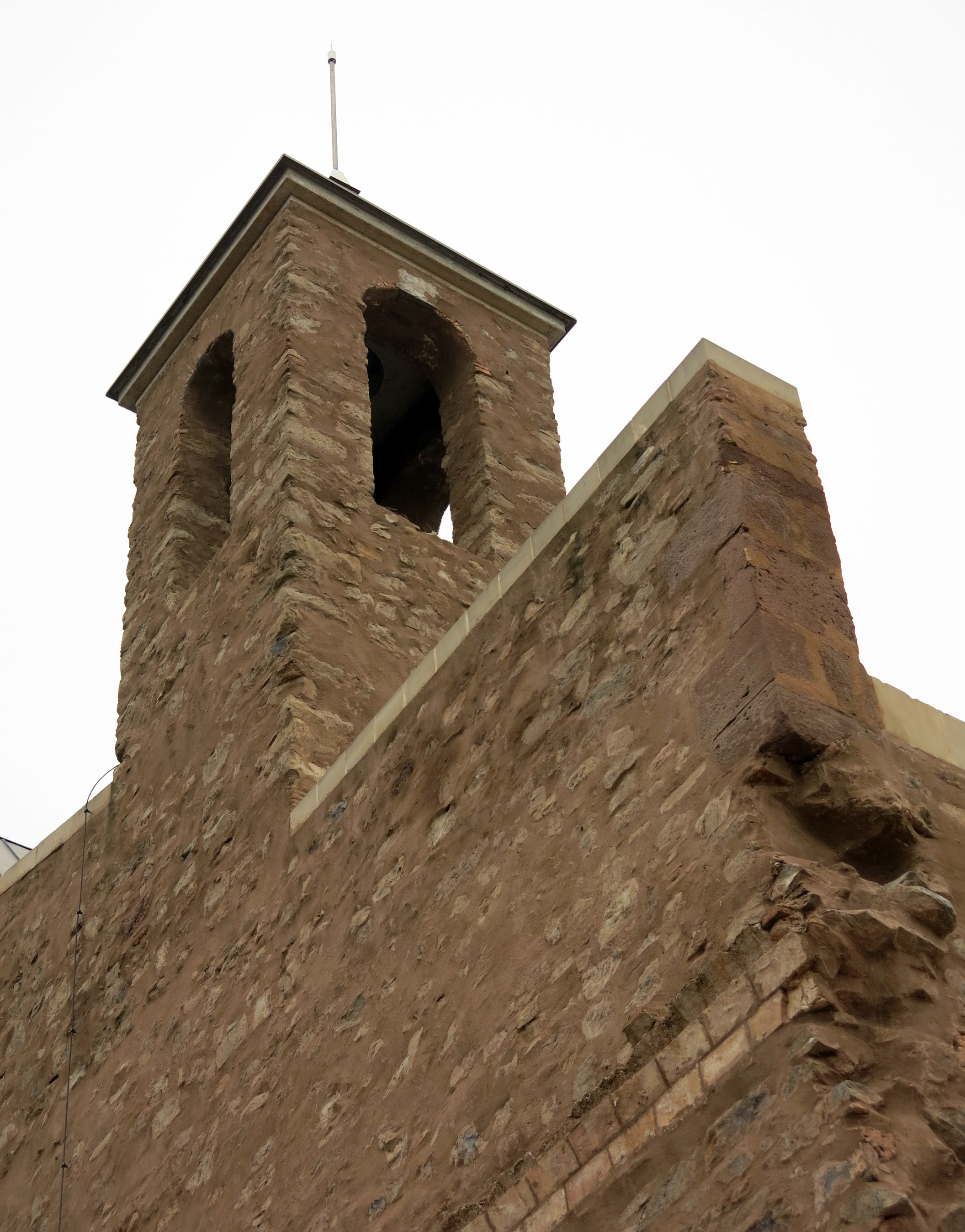
Campanario del convento

El convento de San Francisco fue construido por la orden franciscana a principios del siglo XVIII e inaugurado en 1729. De estilo barroco, el convento es formado por tres alas que junto con la iglesia cierran el recinto conventual formando un patio rectangular. La iglesia fue construida en el sector de tramontana y es un edificio de grandiosas proporciones, con una nave central y capillas laterales.
En 1692 Jaume Llussà -de la casa Llussà- cede los terrenos y 3000 libras para construir el convento de San Francisco, a cambio de que la orden de los franciscanos lo dediquen a la enseñanza. Se abre un largo pleito con la parroquia y Consejo Municipal, más partidarios de que se instale en Sampedor la orden de los Escolapios para ejercer la enseñanza.
El 1693 se instalaron los frailes franciscanos en la villa de Sampedor recogiendo una antigua aspiración y devoción popular caro desde el siglo XIII Sampedor tenía una capilla dedicada a San Francisco. El convento y la iglesia se construyen en pocos años (1721-1729), lo que le confiere una gran unidad de estilo. Las obras del gran convento situado fuera los muros de la ciudad fortificada, fueron inaugurados en 1729. La comunidad franciscana la habitó hasta el año 1835, en que la desamortización de Mendizábal haga que lo abandonaran. Años más tarde, en 1851 el convento fue habitado provisionalmente por las Hermanas Carmelitas de la Caridad hasta el año 1893. En el siglo XIX el edificio acogió durante siete años al obispo de Palmira, Félix Amat.
La granizada del 8 de agosto de 1979 dañó los tejados y se inició un progresivo deterioro de los edificios. En 1988 se crea la Asociación de Amigos del Convento, que promueve la recuperación del conjunto, como espacio cultural. En 1996 se derriba el edificio del Convento y se construye el actual Instituto de Auro. Quedan en pie la iglesia y algunos muros del convento.

## El auditorio
El ayuntamiento puso en marcha un proceso de restauración de la iglesia dirigido por el arquitecto manresano David Closes, que culmina en 2012 con la inauguración de un nuevo auditorio. En 2014 fue uno de los proyectos elegidos para exponerse en el pabellón de Cataluña de la Bienal de Arquitectura de Venecia.
Se consolida la iglesia sin borrar el deterioro y el derrumbamiento que sufrió edificio, pero manteniendo los históricos interiores de la iglesia, conservar las entradas de luz producidas por los derrumbes parciales de las cubiertas, de tal manera que pudiera verse claramente las nuevas construcciones de los antiguos elementos.